# Lý Thư Phúc
Lý Thư Phúc (sinh năm 1963 tại Thai Châu, tỉnh Chiết Giang, Trung Quốc) là một doanh nhân trong ngành sản xuất ô tô. Tập đoàn sản xuất ô tô quốc tế Geely của ông hiện là hãng sản xuất ô tô tư nhân lớn thứ hai tại Trung Quốc. Geely ngoài ra sở hữu hãng xe Volvo, hãng xe The London Electric Vehicle Company, 49.9% cổ phần hãng xe PROTON cũng như 51% hãng xe Lotus Cars. Li từ tháng 2 năm 2018 trở thành cổ đông lớn nhất của hãng xe Daimler (khoảng 9,7% cổ phần).
Thư Phúc là đảng viên đảng Cộng sản Trung Quốc và là một thành viên của ủy ban cố vấn chính trị cao cấp nhất Trung Quốc.

## Tiểu sử
Lý Thư Phúc sinh năm 1963 tại Thai Châu, tỉnh Chiết Giang, Trung Quốc trong một gia đình làm nông. Lúc 18 tuổi ông mượn cha ông 120 tệ (giá trị khoảng 100 Euro ngày nay) để mua một máy chụp hình và bắt đầu làm việc như là một nhiếp ảnh gia. Sau đó ông mua bán đồ phế thải điện tử, rồi thành lập với bạn bè một hãng sản xuất tủ lạnh, rồi sản xuất xe gắn máy cho Đài Loan.
Ông chỉ sản xuất xe hơi kể từ năm 1998, khi ông được giấy phép sản xuất một chiếc xe. Cũng vì chiếc xe này Geely đã bị Daimler khởi tố về tội vi phạm bản quyền. 20 năm sau, Geely bán được 1,24 triệu ô tô trong năm vừa rồi, trở thành nhà sản xuất ô tô tư nhân thành công nhất Trung Quốc.
Trong năm 2013, Hurun Report xếp hạng Lý là người giàu thứ 63 ở Trung Quốc với 2.6 tỷ USD. Hiện tại cũng theo Hurun, Lý là người giàu thứ 10 Trung Quốc, theo Forbes ông có tài sản khoảng 17 tỷ.

## Sự nghiệp
Vào ngày 28 tháng 3 năm 2010, Geely ký mua Volvo Cars với giá 1,8 tỷ USD từ hãng xe hơi Ford Motor Company. Đó là lần mua lớn nhất ở ngoại quốc của một hãng xe hơi Trung Quốc.
Trong tháng 2 năm 2018, Lý Thư Phúc trở thành cổ đông lớn nhất của Daimler với khoảng 9.7% cổ phần trị giá khoảng 7 tỷ Euro. Tuy nhiên Geely không vì vậy mà trong thời gian ngắn sẽ có khả năng làm việc chung với Daimler, vì Daimler đã có hợp đồng với BYD và BAIC, 2 đối thủ của Geely. Cũng trong tháng 2 Daimler tuyên bố, sẽ đầu tư cùng với BAIC khoảng 1,5 tỷ Euro để sản xuất xe điện cho thị trường Trung Quốc.

## Đời sống cá nhân
Li có gia đình và sống ở Hàng Châu, Trung Quốc.